# Sielsowiet Ciareszkawiczy
Sielsowiet Ciareszkawiczy (biał. Цярэшкавіцкі сельсавет, ros. Терешковичский сельсовет) – sielsowiet na Białorusi, w obwodzie homelskim, w rejonie homelskim, z siedzibą w Ciareszkawiczach.

## Demografia
Według spisu z 2009 sielsowiet Ciareszkawiczy zamieszkiwało 2604 osób, w tym 2323 Białorusinów (89,21%), 164 Rosjan (6,30%), 90 Ukraińców (3,46%), 4 Polaków (0,15%), 4 Romów (0,15%), 15 osób innych narodowości i 4 osoby, które nie podały żadnej narodowości.

## Geografia i transport
Sielsowiet położony jest w centralnej części rejonu homelskiego, nad Sożą. Przebiegają przez niego drogi magistralne M8 i M10.

## Miejscowości
- wsie:
  - Alchouka
  - Ciareszkawiczy
  - Nowaja Buchałauka
  - Nowyja Ciareszkawiczy
  - Skitok
  - Staraja Buchałauka
- osiedla:
  - Arlensk
  - Asawino
  - Barec
  - Kalinina
  - Kuty
  - Prystarany
  - Soż
  - Wasіljeuka
  - Wysokaja Hrywa